# Ithaque (district régional)
Pour les articles homonymes, voir Ithaque (homonymie).
Ithaque (grec moderne : Περιφερειακή Ενότητα Ιθάκης) est un district régional et un dème de la périphérie des îles Ioniennes. Il comprend l'île d'Ithaque et quelques îles adjacentes d'Arkoudi, d'Atokos et une partie des îles Échinades (les plus grandes d'entre elles : Drakonera, Makri, Oxeia et Vromonas).
Il a été créé à la suite du programme Kallikratis (2010), qui a scindé le nome de Céphalonie. La capitale du district est la ville de Vathý.